# Сима Яо
Сима Яо (спрощ.: 司馬曜; піньїнь: Sima Yao; 362 —396) — 13-й китайський імператор династії Цзінь у 372–396 роках, 9-й володар епохи Східна Цзінь. Храмове ім'я Сяо-у-ді.

## Життєпис

### Молоді роки
Походив з імператорського роду Сима. Був сином імператора Сима Ю. 365 року Сима Яо став князем Лан'є. 372 року впливовий міністр Хуань Вей повалив імператора Сима І, поставивши на трон батька Сима Яо — Сима Ю. Тоді ж Сима Яо був визнаний спадковим принцом. Втім того ж року імператор раптово помер, а більшість аристократів виступили проти планів роду Хуань перебрати імператорську владу на себе. Сима Яо було проголошено новим імператором під іменем Сяо-у-ді.

### Володарювання
Перші 10 років влада фактично належала регентам: вдові-імператриці Чу, міністрам Сє Анбу й Ван Танцзі. У той період їхні зусилля були спрямовали на зменшення в державі впливу роду Хуань.
Водночас посилилося протистояння з державою Рання Цін, яка все більше просувалась на південь. 373 року її війська захопили область Лян (південна частина сучасної провінції Шеньсі) та І (сучасні провінції Сичуань і Чунцін). 376 року вдова-імператриця Чу склала з себе повноваження регента. Сяо-у-ді став повновладним володарем. Водночас, протягом 376–383 років продовжувалися сутички з імперією Рання Цін за область Лян.
383 року Фу Цзян, володар Ранньої Цін зібрав для походу проти Східної Цзінь величезну, 900-тисячну, армію (значну її частину складали силоміць зігнані китайські селяни). Цзіньська армія значно поступалась за чисельністю цінській (в ній налічувалось лише 80 тисяч осіб), але південні китайці були повні рішучості відстояти свою незалежність, й тому їх бойовий дух був дуже високим. Однак сил для того щоб забезпечити оборону по всій лінії кордону, у них не було. Тим часом цінський воєначальник Фу Жун розгорнув наступ по всьому фронту — від північної частини Хубея на заході до Шоучуня на сході. Його головні сили взяли Шоучунь. Цзіньська армія під командуванням Сє Ши очікувала ворога на південному березі річки Фейшуй. Коли на північний берег вийшов 250-тисячний авангард Фу Жуна, Сє Ши віддав наказ почати переправу. І тут сталося несподіване — насильно мобілізовані північні китайці почали тікати. Величезна армія Фу Жуна розсипалася на очах. Цзіньці завзято переслідували ворога та завдали йому значних втрат. Грандіозний і широко задуманий похід закінчився для Ранньої Цін катастрофою. Після перемоги перший міністр та військовик Сє Сюань очолив військову кампанію, щоб повернути втрачені території, війська Цзінь захопили більшу частину провінції Ранньої Цін на південь від річки Хуанхе, а також відновили владу над провінціями Лян та І.
385 року імператор, не бажаючи підсилення роду Сє, передав владу першого міністра своєму родичу Сима Даоцзі. Втім уже за п'ять років Сима Яо почав утомлюватись від правління Сима Даоцзі. 395 року між ними спалахнув відкритий конфлікт, який все ж удалося залагодити. 396 року імператора задушила уві сні власна дружина-конкубіна Чжан у помсту за особисту образу. Новим імператором став Сима Децзун, якого Сяо-у-ді оголосив спадкоємцем ще 387 року.